# Kennice Greene
Kennice Aphenie Greene (geb. 6. Juli 2007) ist eine vincentinische Schwimmerin. Sie trat bei den Olympischen Sommerspielen 2024 in
Paris an.

## Karriere
Greene nahm an den CARIFTA Games 2022 und 2025 teil sowie an den Panamerikanischen Spielen 2023. Bei den Olympischen Sommerspielen 2024 in Paris trat sie über 50 m Freistil an; mit ihrer Zeit von 27,23 s im Vorlauf konnte sie sich nicht für das Halbfinale qualifizieren.